# Dekanat bobrujski miejski
Dekanat bobrujski miejski – jeden z pięciu dekanatów wchodzących w skład eparchii bobrujskiej i bychowskiej Egzarchatu Białoruskiego Patriarchatu Moskiewskiego.

## Parafie w dekanacie
- Parafia Świętego Ducha w Bobrujsku
  - Cerkiew Świętego Ducha w Bobrujsku
- Parafia św. Proroka Eliasza w Bobrujsku
  - Cerkiew św. Proroka Eliasza w Bobrujsku
- Parafia Iwerskiej Ikony Matki Bożej w Bobrujsku
  - Cerkiew Iwerskiej Ikony Matki Bożej w Bobrujsku
- Parafia św. Jerzego Zwycięzcy w Bobrujsku
  - Cerkiew św. Jerzego Zwycięzcy w Bobrujsku
- Parafia św. Mikołaja Cudotwórcy w Bobrujsku
  - Sobór św. Mikołaja Cudotwórcy w Bobrujsku
- Parafia Świętych Mikołaja i Zofii w Bobrujsku
  - Cerkiew Świętych Mikołaja i Zofii w Bobrujsku
  - Cerkiew Ikony Matki Bożej „Wszystkich Strapionych Radość” w Bobrujsku
- Parafia Spotkania Pańskiego w Bobrujsku
  - Cerkiew Spotkania Pańskiego w Bobrujsku

## Galeria

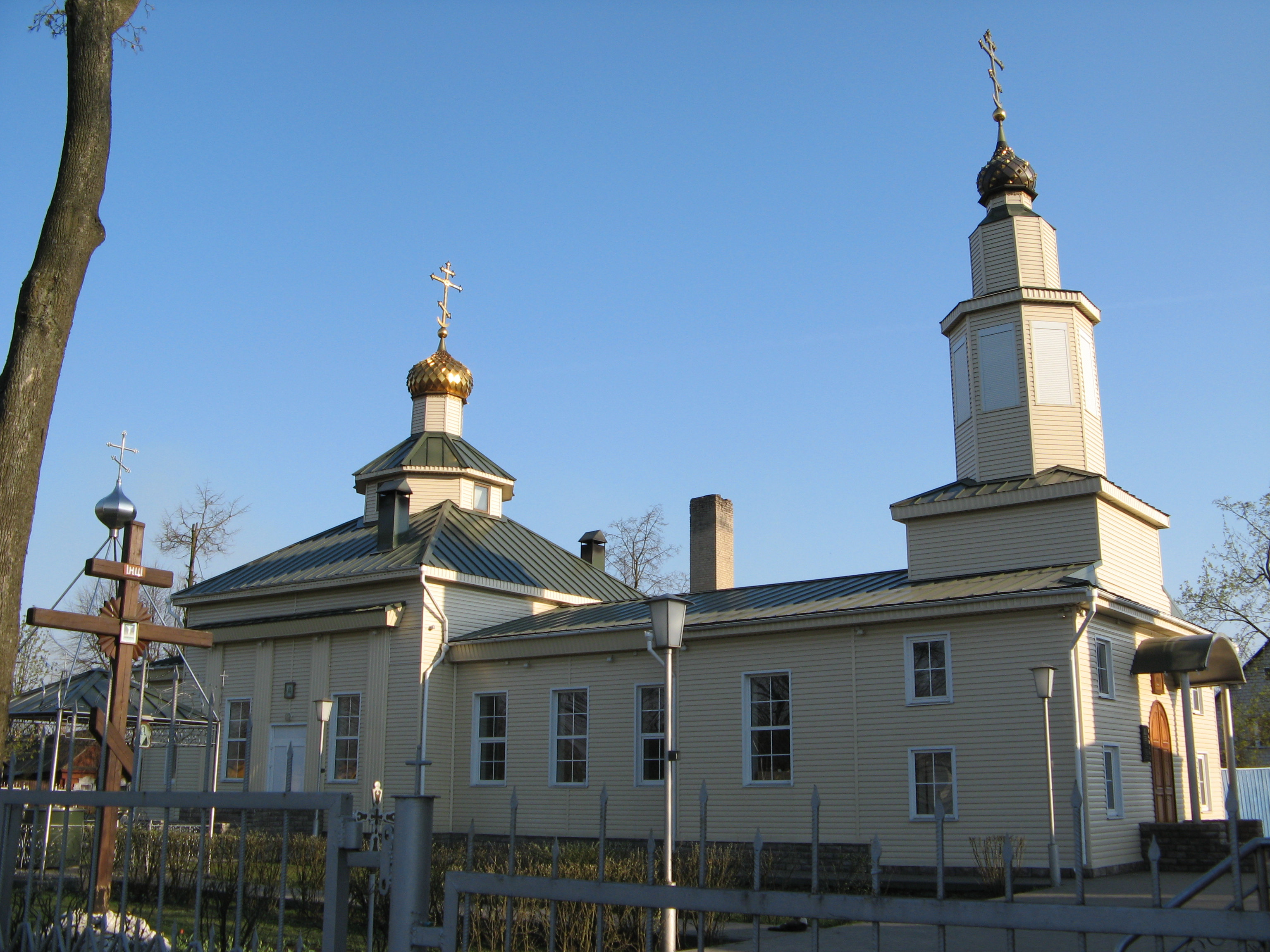
Cerkiew Świętego Ducha w Bobrujsku
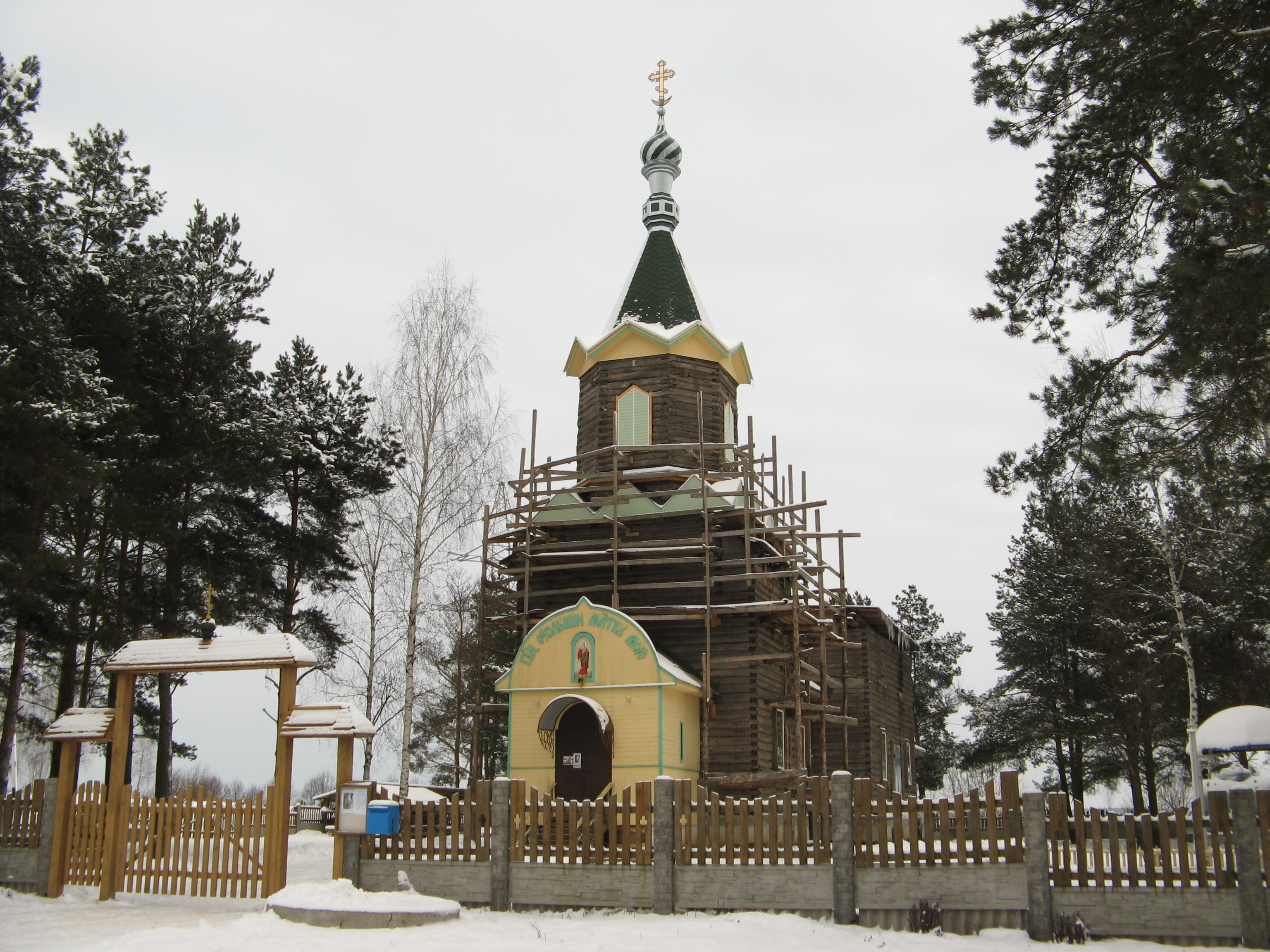
Cerkiew św. Proroka Eliasza w Bobrujsku
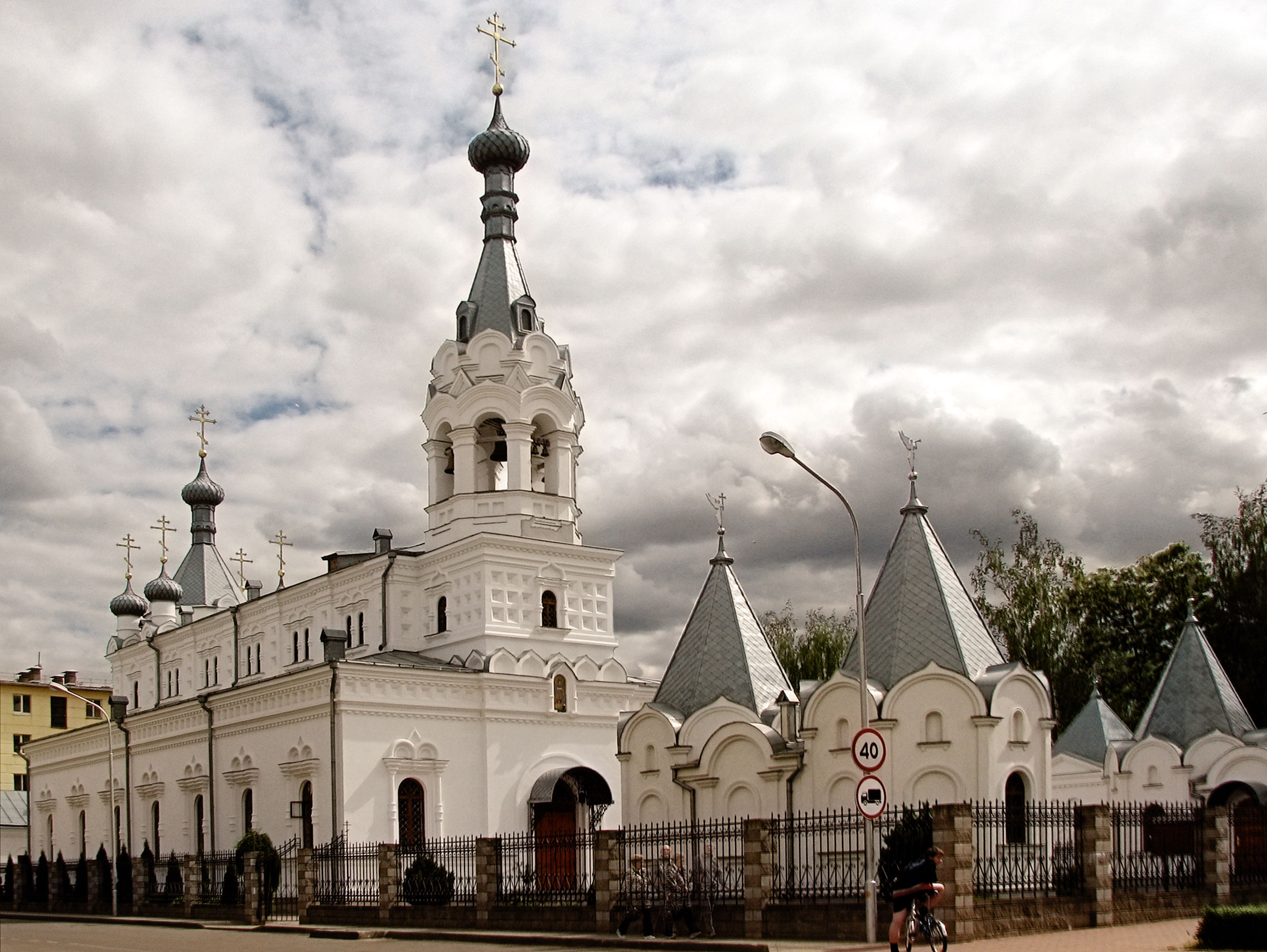
Cerkiew św. Jerzego Zwycięzcy w Bobrujsku
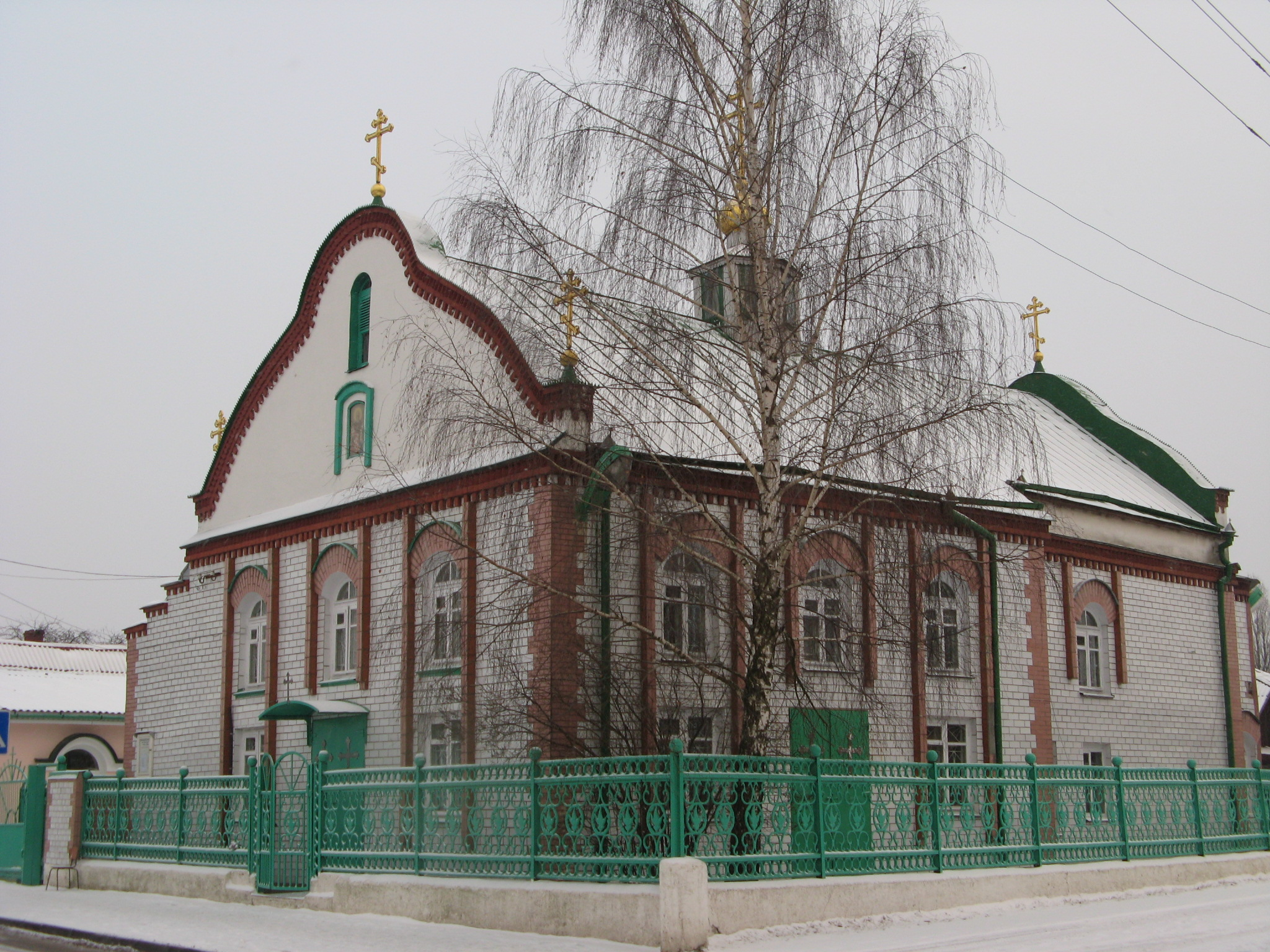
Cerkiew Świętych Mikołaja i Zofii w Bobrujsku
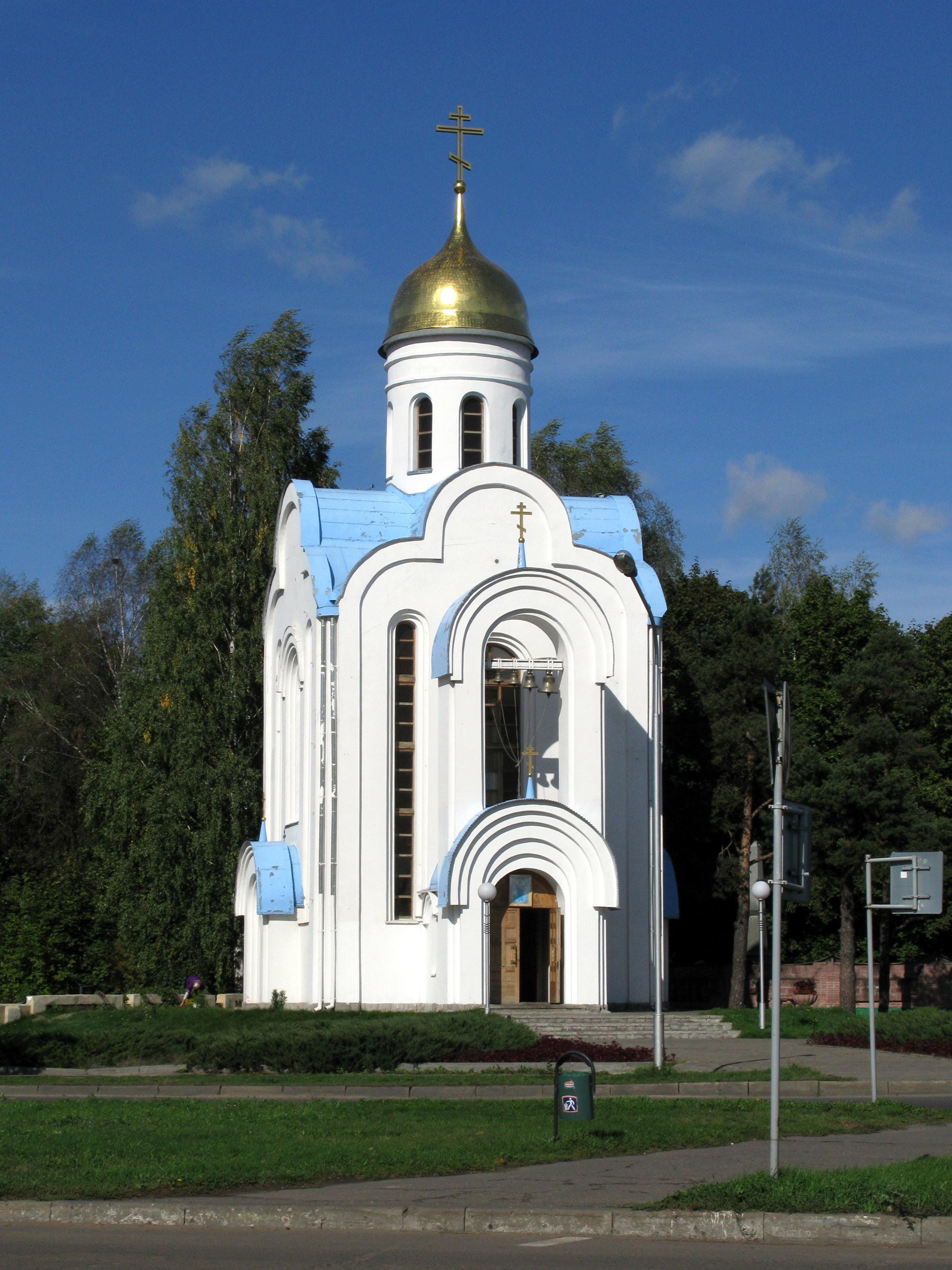
Cerkiew Ikony Matki Bożej „Wszystkich Strapionych Radość” w Bobrujsku